# Krzysztof Szafran
Krzysztof Szafran – polski językoznawca, doktor habilitowany nauk humanistycznych. Specjalizuje się w lingwistyce komputerowej, przetwarzaniu języka naturalnego i słownikach. Nauczyciel akademicki Instytutu Informatyki Wydziału Matematyki, Informatyki i Mechaniki Uniwersytetu Warszawskiego.

## Życiorys
Stopień doktorski uzyskał na Wydziale Polonistyki UW w 1994 na podstawie pracy pt. Automatyczna analiza fleksyjna tekstu polskiego (na podstawie „Schematycznego indeksu a tergo” Jana Tokarskiego), przygotowanej pod kierunkiem prof. Zygmunta Saloniego. Habilitował się w Instytucie Języka Polskiego PAN w 2008 na podstawie oceny dorobku naukowego i rozprawy pt. Analiza i formalny opis struktury „Słownika polszczyzny XVI wieku”.
Jest twórcą analizatora morfologicznego SAM.

## Wybrane publikacje
- Ortograficzny słownik ucznia (wiele wydań), współautorzy: Zygmunt Saloni i Teresa Wróblewska, Wydawnictwo Naukowe PWN, Warszawa 2003, ISBN 83-01-13956-0
- Mały ortograficzny słownik ucznia, współautorzy: Zygmunt Saloni i Teresa Wróblewska, wyd. Świat Książki, Warszawa 2004, ISBN 83-7391-459-5
- Podręczny słownik ortograficzny, współautorzy: Zygmunt Saloni i Teresa Wróblewska, wyd. Świat Książki - Bertelsmann Media, Warszawa 2005, ISBN 83-247-0108-7
- Analiza i formalny opis struktury „Słownika polszczyzny XVI wieku”, Wydawnictwa Uniwersytetu Warszawskiego 2007, ISBN 978-83-235-0358-3 (habilitacja)[6][7][8][9][10]